# Sarras (Ardèche)
Sarras település Franciaországban, Ardèche megyében. Lakosainak száma 2232 fő (2022. január 1.). Sarras Andance, Ardoix, Eclassan, Ozon, Talencieux, Laveyron és Saint-Vallier községekkel határos.

## Népesség
A település népessége az elmúlt években az alábbi módon változott:
| Lakosok száma | 1555 | 1669 | 1837 | 1992 | 2082 | 2107 | 2199 | 2228 | 2242 | 2232 |
|               | 1968 | 1982 | 1990 | 2006 | 2013 | 2015 | 2017 | 2019 | 2020 | 2022 |